# Kalocsa (Marskrater)
Der Krater Kalocsa befindet sich in der Region Arabia Terra auf dem Mars. Er misst etwa 34 km im Durchmesser und wurde nach der ungarischen Stadt Kalocsa benannt.